# Vicente Cantarino
Vicente Cantarino (* 12. Mai 1925 in Lérida; † 7. August 2017 in Austin) war ein spanisch-amerikanischer Literaturwissenschaftler.

## Leben
Während des Spanischen Bürgerkriegs in Valencia aufgewachsen, absolvierte er das Instituto „Luis Vives“, bevor er nach Rom zog, wo er 1948 an der Pontificia Universitas Gregoriana graduierte. 1952 zog er als Lektor an die Universität München und promovierte 1957 an der Ludwig-Maximilians-Universität München. Er lehrte Arabisch und Spanisch an der University of North Carolina, bevor er als Professor für Spanisch und Nahoststudien an der Indiana University tätig war. Er lehrte später an der University of Texas at Austin. 1985 zog er nach Columbus, um seine Karriere an der Ohio State University bis zu seiner Pensionierung fortzusetzen.

## Schriften (Auswahl)
- Der neuaramäische Dialekt von Gubb 'Adin. (Texte und Übersetzung). Chapel Hill 1961, OCLC 1072675095.
- Syntax of modern Arabic prose. Bloomington 1974–1975, ISBN 0-253-39507-0.
- Arabic poetics in the golden age. Selection of texts accompanied by a preliminary study. Leiden 1975, ISBN 90-04-04206-7.
- Entre monjes y musulmanes. El conflicto que fue España. Madrid 1986, ISBN 84-205-0393-2.